# روز شانس (فیلم ۱۹۳۵)
روز شانس (به انگلیسی: Lucky Days) یک فیلم کمدی بریتانیایی محصول سال ۱۹۳۵ میلادی به کارگردانی رجینالد دنهام است. 

## بازیگران
- شیلی بوچیر در نقش پتسی کارترایت
- ویتمور هامفریس در نقش پل کارتوایت
- لسلی پرینز در نقش جک هرست
- آن کودرینگتون در نقش حوا تندرینگ
- Derek Gorst
- رونالد سیمپسون در نقش سامدلی
- اریک کولی در نقش اریک
- الکساندر آرچدال
- سالی گری در نقش آلیس
- پاتریشیا راسل در نقش نورا
- اریک هالز
- دیرینگ ولز